# وحید نامداری
وحید نامداری (زادهٔ ۶ تیر ۱۳۷۹ در دزفول) بازیکن فوتبال ایرانی است که در پست هافبک بازی می‌کند.
وی همچنین برای تیم ملی فوتبال نوجوانان ایران بازی کرده‌است.